# Acidaliodes strenualis
Acidaliodes strenualis är en fjärilsart som beskrevs av George Francis Hampson 1914. Acidaliodes strenualis ingår i släktet Acidaliodes och familjen nattflyn. Inga underarter finns listade i Catalogue of Life.